# توبياس بيليجريني
توبياس بيليجريني (بالألمانية: Tobias Pellegrini)‏ (3 أبريل 1996 بلينتس في النمسا - ) هو لاعب كرة قدم نمساوي في مركز الهجوم. شارك مع منتخب النمسا تحت 17 سنة لكرة القدم ومنتخب النمسا تحت 18 سنة لكرة القدم ومنتخب النمسا تحت 19 سنة لكرة القدم. أما مع النوادي، فقد لعب مع لاسك لينتس وFC Juniors OÖ ‏.

## وصلات خارجية
- توبياس بيليجريني على موقع قاعدة بيانات كرة القدم.إي يو (الإنجليزية)
- توبياس بيليجريني على موقع Soccerway.com (الإنجليزية)
- توبياس بيليجريني على موقع عالم كرة القدم.نت (الإنجليزية)